# Phytocoris nigrisquamus
Phytocoris nigrisquamus är en insektsart som beskrevs av Stonedahl 1988. Phytocoris nigrisquamus ingår i släktet Phytocoris och familjen ängsskinnbaggar. Inga underarter finns listade i Catalogue of Life.